# Água lunar

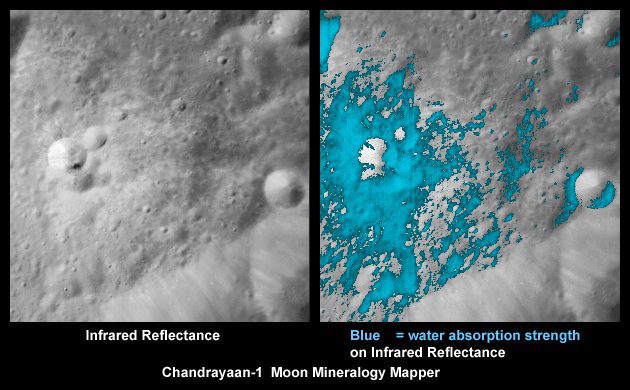
Estas imagens mostram uma cratera lunar muito jovem no lado oculto, conforme fotografado pelo Moon Mineralogy Mapper a bordo do Chandrayaan-1

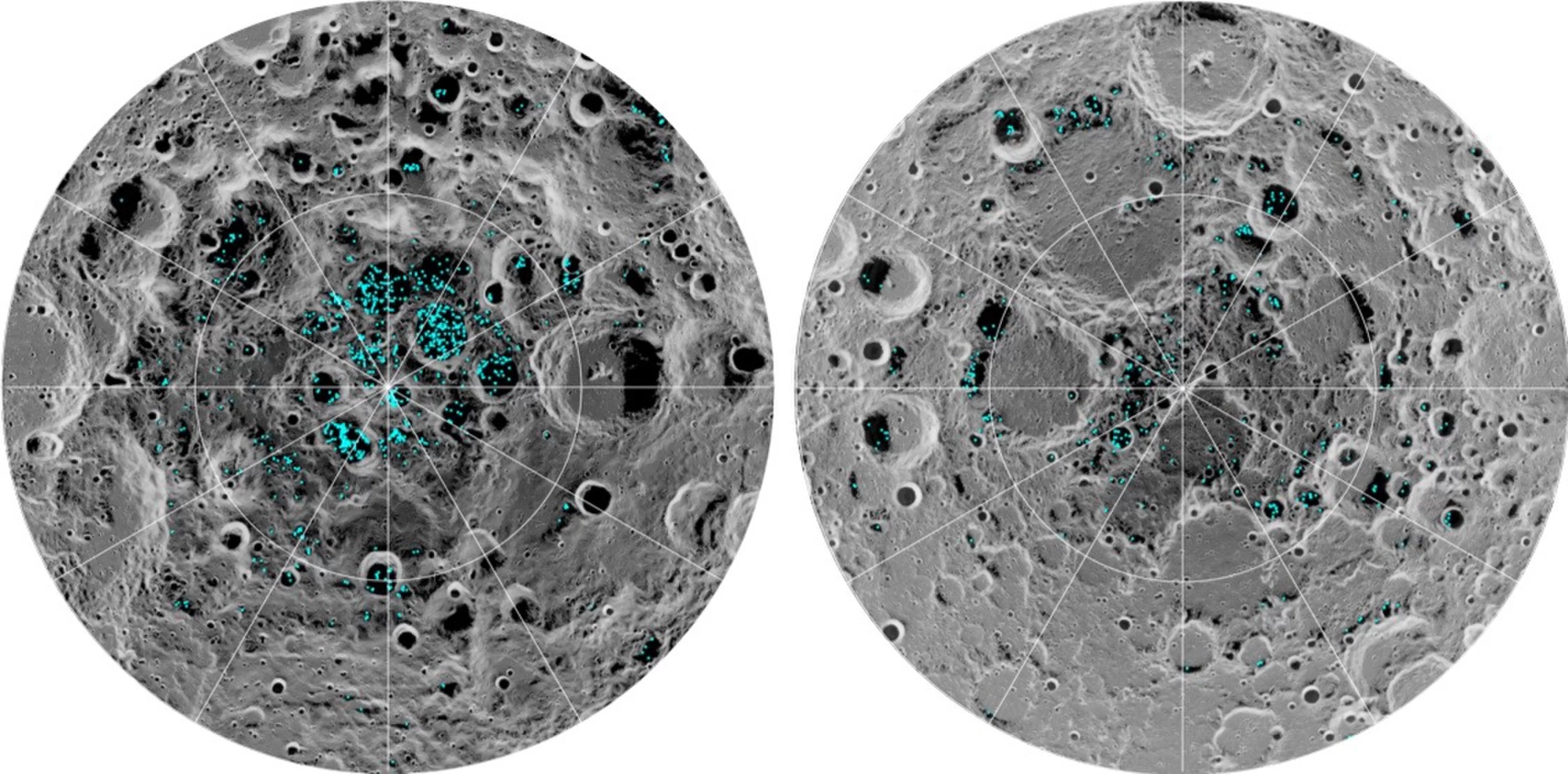
A imagem mostra a distribuição de gelo de superfície no polo sul da Lua (esquerda) e polo norte (à direita) como visto pelo espectrômetro do Moon Mineralogy Mapper (M ^{3)} da NASA a bordo do orbitador indiano Chandrayaan-1

Água lunar é a água que está presente na Lua. Moléculas de água difusas podem persistir na superfície lunar iluminada pelo Sol, conforme descoberto pelo observatório SOFIA em 2020. Gradualmente, o vapor de água é decomposto pela luz solar, deixando o hidrogênio e o oxigênio perdidos no espaço sideral. Os cientistas encontraram gelo de água nas crateras frias e permanentemente sombreadas nos polos lunares. As moléculas de água também estão presentes na atmosfera lunar, que é extremamente fina e tênue.
A água (H2O) e o grupo hidroxila quimicamente relacionado (-OH), existem em formas quimicamente ligadas como hidratos e hidróxidos a minerais lunares (em vez de água livre), e as evidências sugerem fortemente que este é o caso em baixas concentrações como para grande parte da superfície da Lua. De fato, da matéria superficial, calcula-se que a água adsorvida existe em concentrações de traços de 10 a 1 000 partes por milhão. Evidências inconclusivas de gelo de água livre nos polos lunares se acumularam durante a segunda metade do século XX a partir de uma variedade de observações sugerindo a presença de hidrogênio.
Em 18 de agosto de 1976, a sonda soviética Luna 24 pousou em Mare Crisium, coletou amostras das profundezas de 118, 143 e 184 cm do regolito lunar, e depois os levou para a Terra. Em fevereiro de 1978, foi publicado que a análise laboratorial dessas amostras mostrou que continham 0,1% de água em sua massa. As medições espectrais mostraram mínimos perto de 3, 5 e 6 µm, bandas de vibração de valência distintas para moléculas de água, com intensidades duas ou três vezes maiores que o nível de ruído.
Em 24 de setembro de 2009, foi noticiado que o espectrômetro do Moon Mineralogy Mapper (M3) da NASA, a bordo do orbitador indiano Chandrayaan-1, detectou características de absorção próximo de 2,8-3,0 µm na superfície lunar. Em 14 de novembro de 2008 a Índia fez o Moon Impact Probe, a bordo da sonda Chandrayaan-1, pousar na cratera Shackleton, onde foi confirmada a presença de gelo de água. Para corpos de silicato, tais características são tipicamente atribuídas a materiais contendo hidroxila e/ou água. Em agosto de 2018 a NASA confirmou que o M3 mostrou que o gelo de água está presente na superfície dos polos lunares. A água foi confirmada pela NASA na superfície ensolarada da Lua em 26 de outubro de 2020.
A água pode ter chegado à Lua em escalas de tempo geológicas através bombardeio regular de cometas, asteroides e meteoroides ou continuamente produzida in situ pelos íons de hidrogênio (prótons) do vento solar impactando minerais contendo oxigênio.